# Umberto Rizzitano
Umberto Rizzitano (Alessandria d'Egitto, 18 ottobre 1913 – Palermo, 6 febbraio 1980) è stato un arabista e islamista italiano.

## Biografia
Rivivificatore degli studi arabo-islamici nell'Università di Palermo e nella Sicilia, latitanti dopo la morte di Michele Amari, Rizzitano nacque in Egitto, dove la famiglia (di origine siciliana, di Messina) s'era trasferita per motivi di lavoro del capofamiglia.

Qui egli studiò nelle scuole italiane, imparando perfettamente la lingua araba classica come pure la lingua egiziana.
Laureatosi nel 1937 nell'Università di Roma, avendo come relatore il prof. Michelangelo Guidi, discutendo una tesi sul poeta omayyade Abū Miḥǧan Nuṣayb b. Rabāḥ, sulla quale tenne una relazione nel XX Congresso Internazionale degli Orientalisti (Bruxelles, 5-10 settembre 1938). Rizzitano partecipò alla guerra, finendo quasi subito con l'esser preso prigioniero nel 1940, nell'egiziana Sidi Barrani, riuscendo tuttavia a evadere e a recarsi clandestinamente al Cairo prima di riguadagnare l'Italia.
Libero docente e assistente alla cattedra di Lingua e letteratura araba dell'Università romana, dove aveva condotto i suoi studi, Rizzitano tornò però in Egitto come incaricato d'Italiano nell'Università del Cairo e in quella di ʿAyn Shams, della stessa capitale egiziana. Al Cairo diresse con entusiasmo instancabile l'Istituto di cultura italiana.
Nel 1959 fu finalmente istituita a Palermo la cattedra di Lingua e letteratura araba, dopo decenni di assenza. Rizzitano ne fu l'incontestato vincitore.

La sua prolusione sul Ritorno dell'insegnamento della lingua e letterature araba all'università di Palermo tracciò, allo stesso tempo, un bilancio e un progetto operativo volto ad incentivare l'attività delle giovani leve. A tale progetto Rizzitano diede forma assumendo, attraverso opera instancabile di ricerca, il ruolo di ponte fra la cultura italiana e quella araba.
La bibliografia degli scritti di Umberto Rizzitano, fra quelli che ne hanno particolarmente distinto l'attività di arabista e islamista, registra oltre 120 pubblicazioni e conferma il fatto che la continua ricerca di comuni radici storiche, linguistiche e letterarie ebbe come motore la dimostrazione di "una possibilità di convivenza di uomini di razza e religione diversa".
Partecipò a numerosi congressi nazionali e internazionali, dove sempre riusciva ad affascinare l'uditorio arabofono con la sua profonda conoscenza della lingua araba e pubblicò numerosi contributi scientifici che ancor oggi lo rendono il più fecondo studioso siciliano di arabismo dopo Amari.
Organizzò un famoso convegno internazionale, svoltosi a Roma, Venezia e Palermo, sulla «Presenza araba nella cultura europea». Divenne nel 1979 Presidente dell'Istituto per l'Oriente, la più antica sede di ricerca non universitaria italiana di arabistica moderna e contemporanea. Fondamentali i suoi contributi sull'emergente letteratura egiziana del XX secolo, senza dimenticare i letterati arabo-siciliani, come Abū l-Ḥasan ʿAlī b. ʿAbd al-Raḥmān al-Ṣiqillī, detto "al-Ballanūbī" (o Billanūbī, ossia "quello di Villanuova").
L'attenzione di Rizzitano alla tematica del dialogo fra religioni e culture lo portò, su espresso invito della Repubblica Araba di Libia, a partecipare, in qualità di osservatore italiano, al colloquio Islamico-Cristiano tenuto a Tripoli dal 1º al 5 febbraio 1975.
Partecipò nel 1949 all'impresa di tradurre dall'arabo per Einaudi - per la prima volta in versione integrale in Italia - Le mille e una notte, assieme all'amico e collega Francesco Gabrieli, ad Antonio Cesaro, a Virginia Vacca e a Costantino Pansera e in quello stesso 1944 tradusse il romanzo Zaynab di Muhammad Husayn Haykal.

Nel 1965 pubblicò per l'Istituto per l'Oriente il capolavoro di Ṭāhā Ḥuseyn al-Ayyām (I giorni) e tra il 1975 e il 1977 partecipò alla prima edizione mondiale del manoscritto dell'opera geografica di Idrisi patrocinata dall'Istituto Universitario Orientale di Napoli e dall'IsMEO di Roma e aggiornò la Biblioteca arabo-sicula di Michele Amari, in vista dell'Edizione Nazionale delle opere dello studioso siciliano.

## Opere scelte
(Delle 121 opere a stampa di Rizzitano, si riportano solo alcune tra le più significative)
- Muhammad Husayn Haykal, Zeinab, traduzione di U. Rizzitano, a cura dell'Istituto Orientale – Roma, collana “Narratori Orientali” diretta da A. Giamil V.M., Editoriale I.T.L.O., Roma 1944.
- "ʿAbd al-ʿAzīz b. Marwān governatore umayyade d'Egitto", in Rendiconti dell'Accademia Nazionale dei Lincei, ser. VIII, II, 1947, pp. 321-347.
- (con Francesco Giunta), Terra senza crociati, Palermo, Flaccovio, 1967. ISBN 88-7804-058-4
- Letteratura araba, in Storia delle letterature d'Oriente, vol. II, diretta da Oscar Botto, Vallardi, 1969
- Storia degli Arabi dall'epoca preislamica ad oggi, Palermo, U. Manfredi, 1971, 345 pp.
- Maometto profeta e uomo di Stato, Palermo, 1974, 182 pp. (tradotto in francese, tedesco e spagnolo).
- Gli Arabi in Italia, su L'Occidente e l'Islam nell'Alto Medioevo (Settimane di studio del Centro italiano di studi sull'alto medioevo), Spoleto, 1965, pp. 93-114.
- Storia e cultura nella Sicilia saracena, Palermo, 1975, 459 pp.
- I giorni. Introduzione e traduzione della parte 1 e 2 degli al-Ayyām di Ṭāhā Ḥuseyn, Roma, Istituto per l'Oriente, 1966, 266 pp.
- I giorni, Introduzione e traduzione integrale (parti 1, 2 e 3), Roma, Istituto per l'Oriente Carlo Alfonso Nallino, 2019 (note di A. Pellitteri alla parte 3), 458 pp.
- Opus geographicum, sive Fasciculus nonus: "Liber ad eorum delectationem qui terras peragrare studeant / Al-Idrīsī (Abū ʿAbd Allāh Muḥammad ibn Muḥammad ʿAbd Allāh ibn Idrīs al-Ḥammūdī al-Ḥasanī); consilio et auctoritate E. Cerulli, F. Gabrieli, G. Levi Della Vida [et al.]; una cum aliis ediderunt A. Bombaci, U. Rizzitano, R. Rubinacci [et al.] ; [Index geographicus, index historicus, index rerum par M. T. Petti Suma] / Lugduni Batavorum (Leida), E.J. Brill , 1984.